# Pomurska statisztikai régió
Pomurska (ejtsd: pomurszka) vagy magyarul Mura menti statisztikai régió (hivatalos szlovén nevén Pomurska statistična regija) statisztikai régió Szlovéniában, amelynek területe a Muravidék (Prekmurje) történelmi régiót, Alsó-Stájerország (Štajerska) történelmi régió egy részét, és a Muraközből Ráckanizsa községet foglalja magában.

## Földrajz
A régió határát nyugaton Podravska statisztikai régió, délen a horvát, keleten a szlovén-magyar, nyugaton pedig az szlovén-osztrák államhatár alkotja.
Pomurska régió területe az Alpokaljához tartozó Dráva-Mura-dombvidék részét képezi. A régió területe nagyjából egybeesik a Muravidék vagy Alsó-Mura-sík (Pomurje vagy Mursko-Prekmursko polje) földrajzi tájegységgel, amely a Mura folyó két oldalán elterülő vidéket jelöli. A folyó bal bartján a történelmi Muravidék (Prekmurje), míg a folyó jobb partján a Prlekija nevű történelmi tájegység található. Az első világháborúig az előbbi Magyarország, az utóbbi pedig Ausztria része volt.
A régió északi felén az Vendvidéki-dombság (Goričko), nyugaton a Slovenske gorice húzódik. Keleten, a magyar határ mentén a Lendva-vidék (Dolinsko) alacsonyabb dombsága terül el.

## A régió jellemző adatainak szöveges leírása
A jó termőtalaj, a kedvező éghajlat és a sík terület kiváló adottságokat biztosít a mezőgazdaság számára, ezért a terület több mint háromnaged résézét mezőgazdasági célokra hasznosítják, ami a szlovéniai átlag több mint kétszerese.
2016-ban e területen élt az ország lakosságának 6%-a. A régió kitűnt népességének csökkenésével (1000 főre –3,5) és a külföldi származású lakosok és állampolgárok alacsony arányával (1,5%). Az átlagélerkor 44,5 év, a legmagasabb a szlovén statisztikai régiók sorában. A középiskolai diákok aránya az országos átlagnál alacsonyabba, a női egyetemi hallgatók aránya viszont itt a legmagasabb (152 női hallgató jut 100 férfi egyetemi hallgatóra).
A munkanélküliség 2016-ban 10,8%-os volt, a nők körében 14,2%-os. Az átalgos havi fizetés ebben a régióban volt a harmadik legalacsonyabb (940 EUR). A háztartások  7% részesült jótékonysági szervezetek természetbeni vagy pénzbeli támogatásában. (Ez az arány Koroška régióban 7%, Zasavska régióban 9% volt.)
Pomurska régióban állították elő a szlovén GDP 3,8%-át, az egy főre jutó GDP 13.232 EUR volt az országos átlag 19.576 euróval szemben. (Összehasonlításul az egy főre jutó magyar GDP 2017-ben 8,6%-os rekordnövekedés után 12 600 eurót ért el.)
A régióban 8000 vállalat tevékenykedett, átlagosan 4 főt foglalkoztatva. 1000 főre 13 traktor jutott 2016-ban, szemben az 5 darabos országos átlaggal.
2016-ban ebben a régióban valamivel több mint 7100 turisztikai szálláshely volt, ennek fele szállodákban. Az országban eltöltött turistaéjszakák 9%-a esett erre e régióra, a látogatók 58%-a hazai vendég volt.

## A régió néhány fontos statisztikai adata
| Statisztikai adatok |         |  | Statisztikai mutatók |       |
| --- | ------- |  | --- | ----- |
| Terület, km², 2017-01-01 | 1337    |  | Népsűrűség, fő/km², 2016-07-01 | 87,1  |
| Lakosság száma, 2016-07-01 | 115 818 |  | Lakosság átlagos életkora, 2016-07-01 | 44,5  |
| Természetes szaporodás, 2016 | -411    |  | Természetes szaporodás ezer főre, 2016 | -3,5  |
| Általános iskolai tanulók száma, 2016/2017                                                                                            | 8844    |  | 0-14 éves lakosok aránya, %, 2016-07-01 | 13,2  |
| Középiskolai tanulók száma, 2016/2017                                                                                                 | 3725    |  | 65 évnél idősebb lakosok aránya, %, 2016-07-01 | 20,3  |
| Egyetemi hallgatók, 2016/2017 | 3795    |  | Lakosság összes növekedése ezer főre, 2016 | -5,2  |
| Gazdaságilag aktív lakosok száma, 2016                                                                                                | 39 570  |  | Képesítés nélküli vagy maximum általános iskolai iskolai végzettséggel rendelkező 15-64 éves lakosok aránya, %, 2016-01-01                                                                                                   | 26,1  |
| Foglalkoztatottak száma, 2016 | 35 295  |  | 25-64 éves közép- vagy felsőfokú végzettséggel rendelkezők aránya, %, 2016-01-01 | 27,7  |
| Regisztrált munkanélküliek száma, 2016                                                                                                | 8300    |  | Regisztrált munkanélküliség aránya, %, 2016 | 17,4  |
| Havi átlagos bruttó bér, 2016 | 1412,02 |  | Gazdaságilag aktív lakosság aránya, %, 2016 | 51,3  |
| Vállalkozások száma, 2016 | 7983    |  | Kiadott lakásépítési engedélyek, 2016 | 216   |
| A régió GDP-je, millió euró, 2016 | 1533    |  | Egy főre jutó GDP, EUR, 2016 | 13232 |
| Megművelt földterület, ha, 2016 | 68 807  |  | Elítéltek száma ezer főre, 2016 | 4,0   |
| Turista érkezések száma, 2016 | 239 050 |  | Személyautók száz főre, 2016-12-31 | 52    |
| Turistaéjszakák száma, 2016 | 966 884 |  | Kommunális feldolgozású szemét, kg/fő, 2016 | 303   |
| Forrás: Statistični urad Republike Slovenije, Archiválva 2017. november 7-i dátummal a Wayback Machine-ben, Podatkovni portal SI STAT |         |  | Forrás: Statistični urad Republike Slovenije Archiválva 2017. november 7-i dátummal a Wayback Machine-ben, Slovenske statistične regije in občine v številkah Archiválva 2018. augusztus 11-i dátummal a Wayback Machine-ben |       |

## Népesség
A Muravidék magyar határral szomszédos településein, elsősorban Lendván és környékén ma is jelentős magyar kisebbség él. A régió nagyobb városai Muraszombat, Lendva, Ljutomer és Gornja Radgona.

## Községek a régió területén
A statisztikai régió területén a következő alapfokú közigazgatási egységek, azaz községek (szlovénül občina) találhatók:
(Zárójelben a szlovén név szerepel. E települések magyar neveiket túlnyomórészt csak a 19. század végén, a földrajzinév-magyarosítási hullám során kapták, ezért még a helyi magyar lakosság sem ismeri, alkalmazza ezeket a névformákat. A jelentősebb magyar lakossággal rendelkező települések hagyományos magyar nevei a Muravidéken mindenütt szerepelnek az út menti helységnévtáblákon is, de a többi község települései nem tartoznak ezek közé.)
| - Adorjánfalva község (Odranci) - Alsómarác község (Moravske Toplice) - Apače - Bántornya (Turnišče) - Battyánd község (Puconci) - Belatinc község (Beltinci) - Csendlak község (Tišina) - Cserföld község (Črenšovci) - Dobronak község (Dobrovnik) | - Felsőlendva község (Grad) - Gornja Radgona község - Kebeleszentmárton (Kobilje) - Križevci - Kuzma község (Kuzma) - Lendva község (Lendava) - Ljutomér község (Ljutomer) - Muraszombat városi község (Murska Sobota) - Nagypalina (Velika Polana) | - Őrihodos község (Hodoš) - Péterhegy (Gornji Petrovci) - Ráckanizsa község (Razkrižje) - Radenci - Sal (Šalovci) - Sveti Jurij ob Ščavnici - Szarvaslak (Rogašovci) - Vashidegkút (Cankova) - Veržej |

## Fordítás
Ez a szócikk részben vagy egészben  a   Pomurska statistična regija című szlovén Wikipédia-szócikk ezen változatának fordításán alapul.  Az eredeti cikk szerkesztőit annak laptörténete sorolja fel. Ez a jelzés csupán a megfogalmazás eredetét és a szerzői jogokat jelzi, nem szolgál a cikkben szereplő információk forrásmegjelöléseként.